# Pilcante
Pilcante (Pilcant in dialetto trentino) è una frazione del comune di Ala in provincia di Trento. La frazione dista 42,5 km dal capoluogo. Il 16 ottobre 1920, il comune di Pilcante venne annesso alla Venezia Tridentina e, con Regio decreto n. 1865 del 20 luglio 1928, definitivamente soppresso e annesso al comune di Ala.

## Origini del nome
Il paese è stato fondato probabilmente in epoca romana. Il nome di "Pilcante" compare nel 1203 e descritto come un villaggio, documentato come “Pulcanto” e in latino “Pilchantus”; nel 1303 il nome riscontrato è Pilcante. Lo “stemma parlante” è un pilone di ponte, ma il toponimo potrebbe derivare anche da “pila”, cioè antichi vasi di pietra in cui si macinavano il grano e l'orzo, e qualcuna si vede ancora nei cortili del paesino impiegate come portafiori..

## Storia

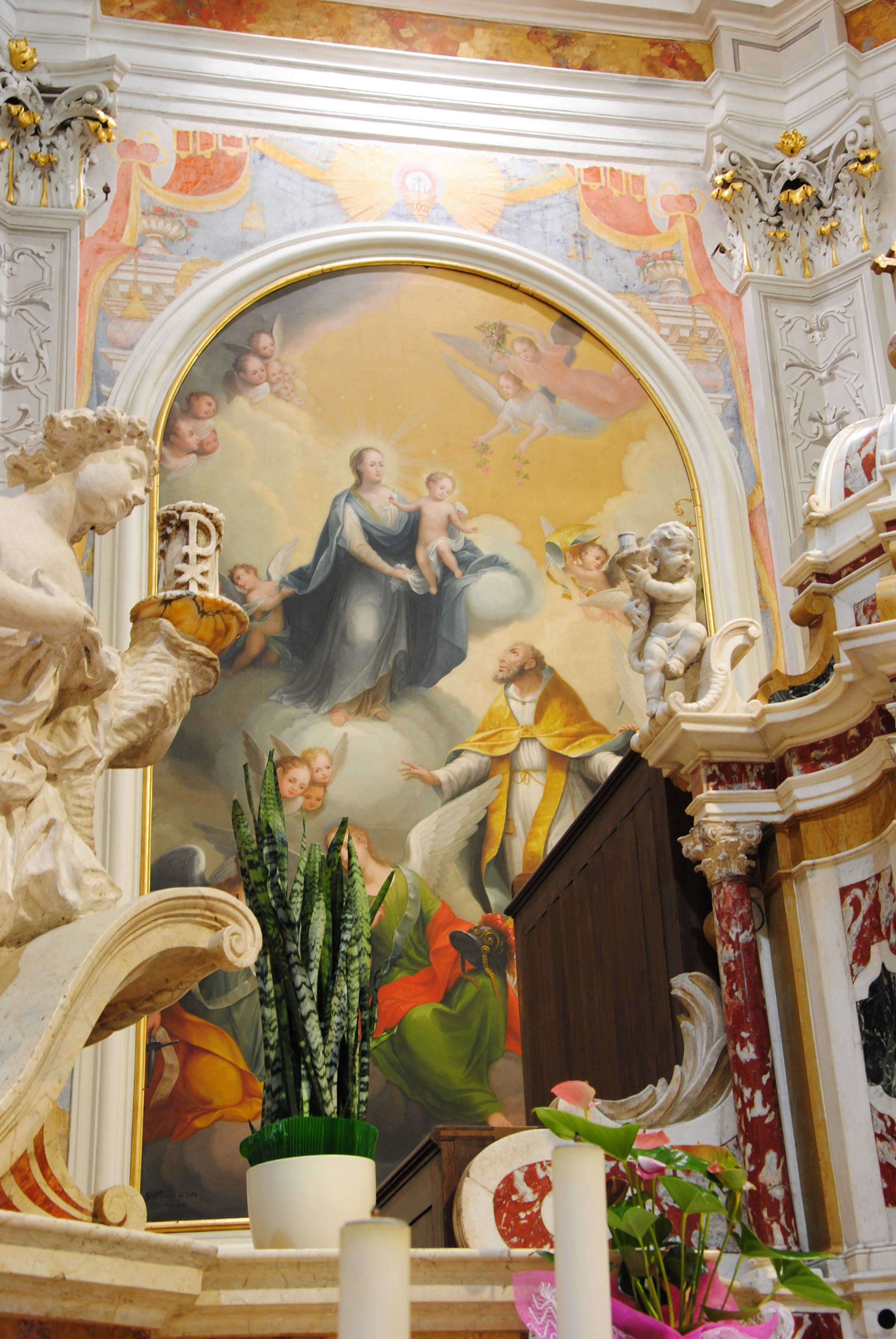
La tela dietro l'altare

Si ritiene che gli abitanti siano stati convertiti al Cristianesimo forse ad opera di San Vigilio, tuttavia non esistono prove certe dell'esistenza di una chiesa fino al 13 agosto 1319 con il testamento di Guglielmo da Castelbarco. In quell'anno e in quello scritto viene espressamente nominata una chiesa e vi è certezza che trattasi della capiente chiesa di San Martino.
Già nel 1539 vi fioriva la Compagnia del SS. Sacramento. La sua elezione ufficiale a parrocchia avvenne nel 1658. Tra il 1710 e il 1737 fu costruito l'Oratorio di S.Anna, a spese della Confraternita, occupando un tratto di cimitero.
Nel marzo del 1716 il paese di Pilcante è stato partecipe della scomparsa di una paesana accusata di stregoneria, Maria Bertoletti.

## Monumenti e luoghi d'interesse

### Chiesa parrocchiale
La chiesa parrocchiale di San Martino Vescovo fu edificata nel Settecento in sostituzione del precedente oratorio medievale.

### Fontane
Pur essendo molto cospicuo, il paese di Pilcante vanta molte fontane pubbliche in marmo levigato e un'ottima acqua potabile che sgorga da esse. Ognuna è di risalto nel piccolo contesto rurale e l'architettura,era anticamente predisposta per le cortigiane, affinché potessero lavare i panni una di fianco all'altra grazie alla lavarina (o lavatoio pubblico) e nel frattempo far filò,tuttavia negli ultimi anni sono state sostituite e/o modificate più volte e non presenziano più le stesse sembianze originarie ed anche le vie,non sono più abbellite con il Ciottolato,ma vi è asfalto anche tutt'attorno alle stesse.

## Società

### Lingue e dialetti
La lingua ufficiale è l'italiano, ma viene talvolta usato il dialetto trentino che, in realtà, presenta caratteristiche diverse dal dialetto parlato nel resto della provincia perché "la parlata lagarina presenta tratti veronesi, […] che diventano ancora più evidenti nella parte bassa, tanto che ” - scrive Giulia Anzilotti - “definirei la parlata un dialetto trentino meridionale, di passaggio cioè fra il trentino centrale e il veronese, talora più vicino a questo che a quello”. (Anzilotti 1992, p. 8. Cfr. anche Zamboni 1977, p. 46)

## Sport

### Dal Gruppo Sportivo Pilcante alla Bassa Vallagarina Volley
Nel 1972 nasce su iniziativa di un gruppo di amici il Gruppo Sportivo Pilcante. Nel 1982 arriva la prima affiliazione alla federazione pallavolo (FIPAV) come G.S. Pilcante. Inizia da quell'anno una rapida scalata di categorie che, partendo dalla terza divisione, si concretizzerà nel 1989 con il raggiungimento della serie C2. Nel 1993, a seguito della fusione con la società Ala Volley e Arci Uisp Avio, nasce la Bassa Vallagarina Volley, con l'allora squadra femminile che militava in prima divisione.

### Ferrari Club Pilcante
Nel 1977 nasce il Ferrari Club Pilcante.

### Go Kart
Verso la fine degli anni ottanta, un discreto appezzamento di terra venne adibito a kartodromo nelle adiacenze della frazione.  In seguito esso è stato ampliato e vi si svolgono manifestazioni, gare e tornei.

## Strade statali e provinciali
- La Strada provinciale 90, nota come destra adige, poiché corre sul lato occidentale della valle, a destra rispetto al fiume.
- La strada provinciale 117.